# Йорович, Ивана
Ивана Йорович (серб. кир. Ивана Јоровић, англ. Ivana Jorović; род. 3 мая 1997, Чачак, Югославия) — сербская профессиональная теннисистка. Участница Олимпийских игр 2020 года; победительница шестнадцати турниров ITF (13 — в одиночном разряде).
Играя за сборную Сербии на Кубоке Билли Джин Кинг, Йорович имеет рекорд побед и поражений: 13-10.
Она была дважды номинирована на премию Кубка Федерации: в 2015 году и 2017 году.
Финалистка двух юниорских турниров Большого шлема: в одиночном разряде (Открытый чемпионат Франции-2014) и в парном разряде (Открытый чемпионат Австралии-2014).

## Общая информация
Родилась 3 мая 1997 года в Чачаке, в Сербии.

## Спортивная карьера

### 2020—2021 годы
С весны 2020 года был введён жёсткий коронавирусный карантин в Сербии и по всей Европе, и в этом году она осталась почти без соревновательной практики.
В июле 2021 года, в Токио (Япония) она участвовала в одиночном турнире на летних Олимпийских играх, в первом раунде соревнований со счётом: 3-6, 2-6 проиграв бельгийской теннисистке Алисон Ван Эйтванк.

## Итоговое место в рейтинге WTA по годам
| Год  | Одиночный рейтинг | Парный рейтинг |
| 2022 | 500               | 516            |
| 2021 | 486               | 568            |
| 2020 | 193               | 641            |
| 2019 | 106               | 607            |
| 2018 | 185               | 695            |
| 2017 | 183               | 674            |
| 2016 | 146               | 357            |
| 2015 | 219               | 520            |
| 2014 | 452               | —              |
| 2013 | 850               | —              |
| 2012 | 761               | —              |